# Avventurieri dell'aria
Avventurieri dell'aria (Only Angels Have Wings) è un film del 1939 diretto da Howard Hawks.
Le avventure e gli amori di un gruppo di coraggiosi piloti nell'immaginario paese di Barranca, una località portuale a ridosso della cordigliera andina.
Il film, che combina avventura, romanticismo, dramma e commedia, è considerato da molti la migliore sintesi dei temi cari a Hawks, che attinge nuovamente al mondo dell'aviazione per raccontare una storia di antieroi, di fierezza, rabbia, egoismo e soliderietà, e di destini inesorabili. È considerato anche il film che rivelò Rita Hayworth, poi assurta a star di primo livello.

## Trama
(Geoff)
Geoff Carter è il burbero capo pilota e responsabile di una piccola compagnia aerea che effettua un servizio postale tra la città portuale di Barranca e una località che si trova al di là delle Ande.
Una sera, Bonnie Lee, un'attraente donna di spettacolo americana che è in viaggio in America latina in cerca di una scrittura, fa amicizia con i piloti, tutti statunitensi, sfruttando lo scalo della bananiera sulla quale è imbarcata.
Assiste così al tragico schianto di Joe, col quale aveva dialogato pochi minuti prima, tradito da un banco di nebbia. Resta quindi allibita dall'apparente indifferenza con cui Geoff e gli altri colleghi reagiscono al tragico accaduto. È un modo per esorcizzare la paura e trovare la forza per andare avanti, dopo incidenti di volo per altro non così rari. Capito questo Bonnie si unisce alla compagnia restando poi da sola con Geoff. L'uomo si intrattiene con piacere ma è evidentemente ancora scottato dall'ultima relazione avuta e quindi Bonnie nel prepararsi per tornare sulla nave, assiste alla partenza dell'uomo per un pericolosissimo volo che supplisce all'incidente avvenuto poche ore prima.

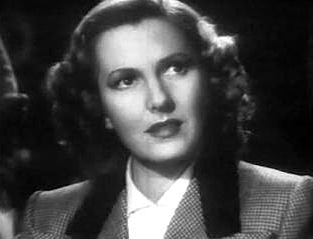
Bonnie (Jean Arthur)

Tornato sano e salvo, Geoff scopre che ad attenderlo c'è una palpitante Bonnie. Mosso da un sentimento crescente verso Bonnie, contrastato dal timore di una nuova delusione, si adopera per far ripartire la donna che, però, ormai è costretta lì almeno fino alla settimana successiva.
A Barranca giunge quindi un nuovo pilota, Bat MacPherson, con l'affascinante moglie Judy, che si scoprirà essere la ex di Geoff. Bat, pur di superare le proprie difficoltà economiche, affronta lo sdegno dei colleghi, essendo noto a tutti come in passato abbia abbandonato il suo copilota per mettersi in salvo in una situazione di emergenza. Quel copilota era il fratello maggiore di Kid, il più esperto dei piloti a Barranca, amico fraterno di Geoff.
Quando scopre che ha problemi di vista, Geoff deve pensionare Kid. Questi, doppiamente sconvolto, si ubriaca finendo per rompere un braccio a Les, riducendo ulteriormente il numero di piloti utili. Geoff si vede dunque quasi costretto ad assumere l'odiato Bat, che comunque si dimostra, da subito, molto affidabile.

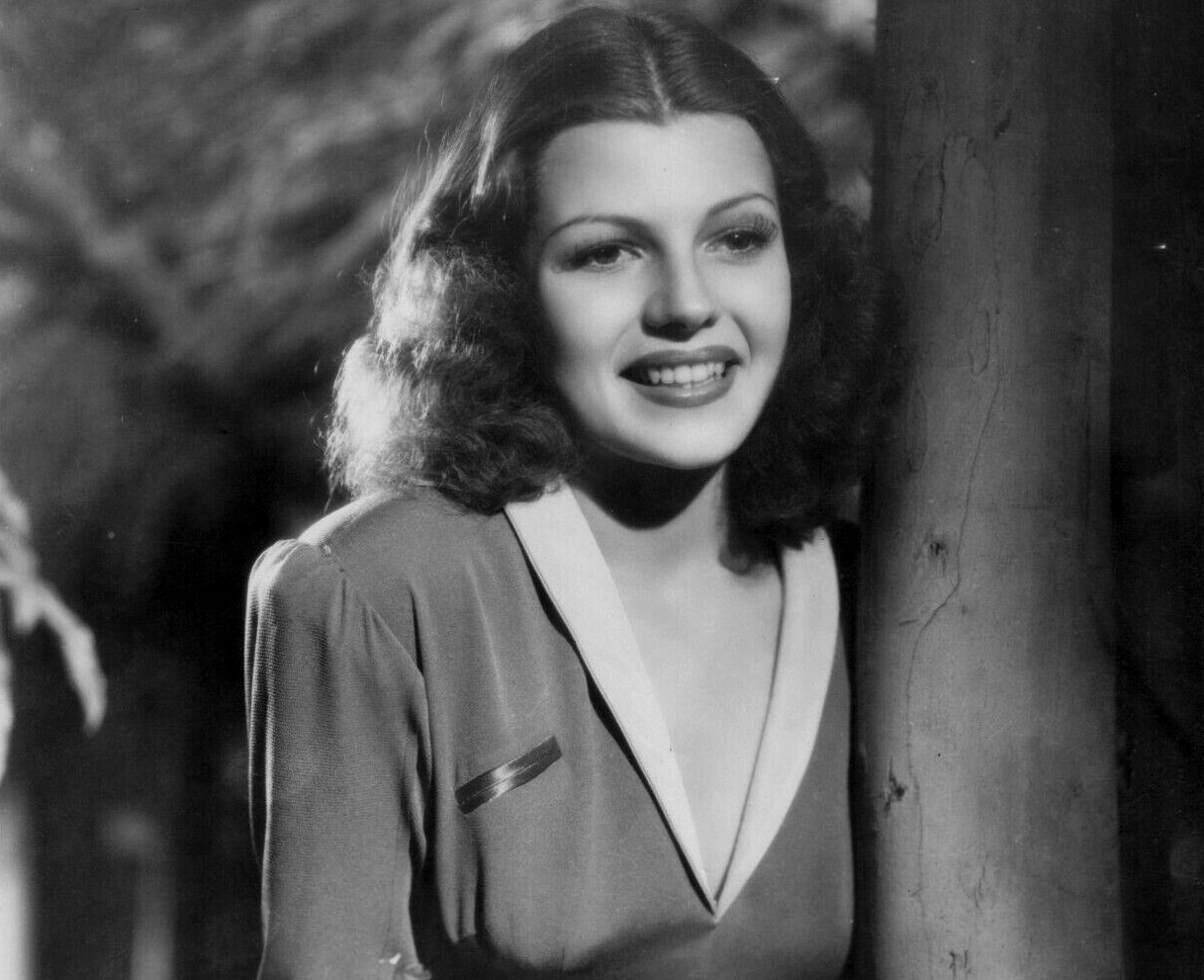
Judy (Rita Hayworth)

I rischi presi negli ultimi tempi sono spiegati da un accordo che prevedeva che la compagnia aerea effettuasse sei mesi di consegne con assoluta regolarità, per ottenere così un contratto molto vantaggioso e a lungo termine. Vice versa non ci sarebbe alternativa alla chiusura dell'attività. Ma proprio l'ultima consegna dell'ultimo giorno si prospetta come la più difficile, essendo in corso una tempesta. Kid, esperto di voli "al buio" vuole affiancare Geoff in questo volo complicatissimo. Bonnie, nel tentativo di fermare l'uomo del quale è innamorata e che ha resistito al ritorno di fiamma con Judy, lo ferisce accidentalmente ad una spalla mettendolo fuori gioco. Gli si sostituisce allora Bat MacPherson. Superati abilmente i problemi del maltempo l'aereo si imbatte in uno stormo di uccelli che colpisce fatalmente Kid e fa incendiare i motori. Con eroismo MacPherson riesce a riportare l'aereo in fiamme fino alla base. Prima di morire, Kid elogia il coraggio del suo ex nemico che ora può dirsi riabilitato e accettato dagli altri.
Resta pochissimo tempo per completare la consegna, ma ora il meteo è buono e allora a partire saranno Geoff e Les, sebbene in due possano offrire solo due braccia in grado di pilotare.
Bonnie ha la nave in partenza e per restare vuole che sia Geoff a chiederglielo. Lui sembra preoccuparsi più di salvare la compagnia aerea ma poi le dà prova, a modo suo, di volerla trattenere con sé e così lei resta ad aspettarlo.

## Accoglienza
Nel 2017 il film è stato scelto per la conservazione nel National Film Registry della Biblioteca del Congresso degli Stati Uniti per essere "culturalmente, storicamente ed esteticamente significativo".

## Riconoscimenti
- 1940 - Premio Oscar
  - Candidatura per la Miglior fotografia
  - Cantidatura per i Migliori effetti speciali